# 영국 건축협회 건축학교
영국 건축협회 건축학교(英國建築協會建築學校, 영어: Architectural Association School of Architecture)는 영국 런던에 있는 사립 건축 학교이다. 영국 왕립 건축가 협회와 영국 건축가 등록 심의회에 디플로마로 인정 받고 있는 대학 및 대학원 과정이다. 간단히 AA, AA 건축학교라고도 한다. 근,현대 건축의 역사와 스타급 건축가들에 관한 이야기를 할 때, 이 학교를 빼놓고 논할 수 없을 정도로 세계적으로 유명한 건축학교들 중 하나이다.
2000년 Venice Bienalle의 영국관에 전시하기로 초청된 건축가가 모두 다 AA출신이었다는 것은 AA가 실제 건축계에 미치는 영향을 단편적으로 보여주는 사실이다. 그 건축가들은 윌 올솝, 자하 하디드, 나이절 코츠와 데이비드 치퍼필드이다. 한국에 잘알려진 해외건축가들은 높은 비율로 AA출신인 경우가 많다.

잘 알려진 AA출신 건축가들의 한국 작업의 대표적인 예들은 아래와 같다.
렘 콜하스 - 갤러리아백화점 광교점
리처드 로저스 - 더 현대 서울
자하 하디드 - DDP(동대문 디자인 플라자)
데이비드 치퍼필드 - 아모레퍼시픽 본사

## 저명한 동문
- 론 아라드
- 데이비드 치퍼필드
- 피터 쿡
- 케네스 프램튼
- 자하 하디드
- 니콜라스 그림쇼
- 스티븐 홀
- 렘 콜하스
- 리처드 로저스